# Haitske Pijlmanová
Haitske Pijlmanová (* 16. června 1954 Grouw) je bývalá nizozemská rychlobruslařka.
Na mezinárodních závodech debutovala v roce 1975 na sprinterském i vícebojařském světovém šampionátu. Z Mistrovství světa ve sprintu 1977 si přivezla bronzovou medaili. Zúčastnila se Zimních olympijských her 1980 (500 m – 15. místo, 1000 m – 14. místo) a po sezóně 1979/1980 ukončila sportovní kariéru.
Jejím manželem je rychlobruslař Jos Valentijn.